# Gymnastique artistique aux Jeux olympiques d'été de 2004 - Saut hommes
Pour un article plus général, voir Gymnastique artistique aux Jeux olympiques d'été de 2004.
Navigation
Sydney 2000 Pékin 2008
Résultats de la compétition du saut de cheval hommes lors des Jeux olympiques d'été de 2004 à Athènes. La compétition s'est déroulée entre le 14 et le 22 août à l'Olympic Indoor Hall.

## Médaillés
| Or     | Gervasio Deferr Espagne       |
| Argent | Jevgēņijs Saproņenko Lettonie |
| Bronze | Marian Drăgulescu Roumanie    |

## Résultats

### Finale
| Rang | Gymnaste                   | #     | Note de départ | Suisse | Japon | Venezuela | Italie | Portugal | Porto Rico | Pénalité | Average | Total |
| ---- | -------------------------- | ----- | -------------- | ------ | ----- | --------- | ------ | -------- | ---------- | -------- | ------- | ----- |
|      | Gervasio Deferr (ESP)      | 1     | 9.90           | 9.65   | 9.65  | 9.75      | 9.70   | 9.70     | 9.70       | —        | 9.687   | 9.737 |
| 2    | Gervasio Deferr (ESP)      | 9.90  | 9.70           | 9.75   | 9.80  | 9.80      | 9.80   | 9.80     | —          | 9.787    |         | 9.737 |
|      | Jevgēņijs Saproņenko (LAT) | 1     | 10.00          | 9.70   | 9.75  | 9.65      | 9.70   | 9.75     | 9.70       | —        | 9.712   | 9.706 |
| 2    | Jevgēņijs Saproņenko (LAT) | 10.00 | 9.70           | 9.75   | 9.70  | 9.70      | 9.70   | 9.70     | —          | 9.700    |         | 9.706 |
|      | Marian Drăgulescu (ROU)    | 1     | 10.00          | 9.90   | 9.90  | 9.90      | 9.95   | 9.90     | 9.85       | —        | 9.900   | 9.612 |
| 2    | Marian Drăgulescu (ROU)    | 10.00 | 9.00           | 9.10   | 9.50  | 9.25      | 9.50   | 9.45     | —          | 9.325    |         | 9.612 |
| 4    | Kyle Shewfelt (CAN)        | 1     | 9.90           | 9.65   | 9.70  | 9.70      | 9.75   | 9.65     | 9.70       | —        | 9.687   | 9.599 |
| 4    | Kyle Shewfelt (CAN)        | 2     | 9.90           | 9.50   | 9.45  | 9.55      | 9.55   | 9.45     | 9.55       | —        | 9.512   | 9.599 |
| 5    | Filip Yanev (BUL)          | 1     | 9.90           | 9.65   | 9.60  | 9.65      | 9.60   | 9.55     | 9.65       | —        | 9.625   | 9.581 |
| 5    | Filip Yanev (BUL)          | 2     | 9.90           | 9.55   | 9.55  | 9.55      | 9.50   | 9.55     | 9.50       | —        | 9.537   | 9.581 |
| 6    | Robert Gal (HUN)           | 1     | 9.90           | 9.50   | 9.65  | 9.40      | 9.50   | 9.55     | 9.55       | —        | 9.525   | 9.537 |
| 6    | Robert Gal (HUN)           | 2     | 9.90           | 9.55   | 9.55  | 9.55      | 9.60   | 9.50     | 9.55       | —        | 9.550   | 9.537 |
| 7    | Li Xiaopeng (CHN)          | 1     | 9.90           | 8.90   | 9.15  | 9.10      | 9.00   | 9.10     | 9.10       | —        | 9.075   | 9.368 |
| 7    | Li Xiaopeng (CHN)          | 2     | 9.90           | 9.65   | 9.70  | 9.65      | 9.70   | 9.65     | 9.65       | —        | 9.662   | 9.368 |
| 8    | Alexei Bondarenko (RUS)    | 1     | 10.00          | 9.00   | 9.20  | 9.35      | 9.00   | 9.00     | 9.20       | —        | 9.100   | 4.550 |
| 8    | Alexei Bondarenko (RUS)    | 2     | 10.00          | 0.00   | 0.00  | 0.00      | 0.00   | 0.00     | 0.00       | —        | 0.000   | 4.550 |